# Ocnița
Ocnița es una localidad de Moldavia, en el distrito (Raión) de Ocnița.
Se encuentra a una altitud de 259 m sobre el nivel del mar.
Se sitúa junto a la frontera ucraniana de Sokyryany.

## Demografía
Según estimación 2010 contaba con una población de 18 423 habitantes.